# 新郷村 (福島県河沼郡)
新郷村（しんごうむら）は福島県河沼郡にあった村。現在の喜多方市高郷町各町のうち阿賀川以南、只見川以西にあたる。

## 地理
- 河川：阿賀川、只見川

## 歴史
- 1889年（明治22年）4月1日 - 町村制の施行により、西羽賀村、夏井村、川井村、塩坪村、池原村、峯村の区域をもって発足。
- 1955年（昭和30年）3月31日 - 高寺村・千咲村および耶麻郡山郷村と合併して河沼郡高郷村が発足。同日新郷村廃止。

## 交通

### 鉄道路線
村域に鉄道路線は存在しなかったが、阿賀川対岸の耶麻郡山郷村に日本国有鉄道磐越西線の荻野駅が所在した。